# 이기우 (1966년)
이기우(李基宇, 1966년 8월 16일 ~ )은 대한민국의 정치인이다. 제17대 국회의원을 지냈다.

## 학력
- 매산국민학교 졸업
- 수성중학교 졸업
- 1985년 유신고등학교 졸업
- 1992년 성균관대학교 공과대학 금속공학 학사
- 아주대학교 대학원 공공정책학 석사

## 경력
- 1989년 성균관대학교 공대총학생회장
- 1995년 수원시민광장 사무국장
- 1998년 제5대 경기도의회 의원
- 1999년 ~ 2003년 경기복지시민연대 운영위원
- 2002년 노무현 대통령 후보 수원시 권선구 선대위원장
- 2004년 ~ 2008년 제 17대 국회의원 (수원시 권선구, 열린우리당)
- 국회보건복지위원회 간사
- 보건산업최고경영자회의 이사장
- 아주대학교 공공정책대학원 초빙교수
- 성균관대학교 산학협력단 전담교수
- 노무현재단 자문위원
- 장안대학 겸임교수
- (사)일촌공동체 이사
- 오목천장애인주간보호시설 운영위원장
- 2014.12 ~ 2016.7 민선 6기 경기도 전반기 사회통합부지사
- 아주대학교 제약임상대학원 겸임교수
- 2018.07 ~ 2019.07 대한민국 국회 의장비서실 정무수석비서관
- 2019.07 ~ 2020.06 대한민국 국회 국회의장 비서실장

## 전과
- 특수공무집행방해, 특수공무집행방해치상, 집회및시위에관한법률위반, 화염병사용등의처벌에관한법률위반: 징역 2년, 집행유예 3년 - 1990년 6월 5일 선고, 1993년 3월 6일 특별사면복권[1]

## 역대 선거 결과
|  | 57.17% |

|  | 43.99% |

|  | 38.16% |

## 같이 보기
- 수원시 권선구 (선거구)
- 수원시 권선구의 국회의원
- 경기도 부지사
- 대한민국의 국회의장비서실장